# علم بورياتيا
أعتمد علم جمهورية بورياتيا (بالبورياتية: Буряад Уласай туг) (بالروسية: Флаг Республики Бурятия) في 29 تشرين الأول - أكتوبر من عام 1992.

## الرمزية
- الأزرق: يرمز إلى الجذور التاريخية والثقاقية للشعب البورياتي.
- الأبيض: يرمز إلى المبادئ الأخلاقية الرفيعة وإلى السعادة، السلام، الرخاء والوحدة.
- الأصفر: يرمز إلى البوذية التبتية.
- رمز السويومبو: يرمز إلى التراث المنغولي للشعب البورياتي.
- إن اللونين الأزرق والأبيض مجتمعين يرمزان إلى أن جمهورية بورياتيا هي جزء من الاتحاد الروسي.

## الألوان
| الألوان               | الأزرق      | الأبيض      | الأصفر     |
| --------------------- | ----------- | ----------- | ---------- |
| سيان ماجنتا أصفر أسود | 100-68-0-34 | 0-0-0-0     | 0-15-100-0 |
| ألوان الويب           | #0036A8     | #FFFFFF     | #FFDA00    |
| أحمر أخضر أزرق        | 0-54-168    | 255-255-255 | 255-218-0  |